# Cryptophis nigrescens
Cryptophis nigrescens (дрібноока змія) — вид отруйних змій родини аспідових (Elapidae). Ендемік Австралії.

## Поширення і екологія
Дрібноокі змії мешкають на сході Австралії, в штатах Квінсленд, Новий Південний Уельс і Вікторія. Вони живуть в різноманітних природних середовищах, від прибережних пустищ і рідколісь до тропічних лісів. Ведуть нічний спосіб життя. Живляться сцинками та іншими ящірками. Живородні.